# Nosní odsávačka
Nosní odsávačka je přístroj, který se používá při rýmě a ucpaném nosu. Hlenovitý výtok, který při rýmě vzniká může zejména u novorozenců a malých dětí působit potíže. První rok života děti dýchají nosem a neumí se samy vysmrkat. U takto malých dětí je proto potřeba hlenovité výtoky a hleny odsát. K tomuto účelu slouží nosní odsávačka.
Nejpoužívanějšími typy nosních odsávaček jsou odsávačky balonkové, hadičkové, bateriové s vlastním sáním a odsávačky za pomoci vysavače.
Balonkové nosní odsávačky fungují na principu podtlaku vytvořeného stiskem balonku.
Hadičkové odsávačky se skládají ze dvou hadiček a sběrné nádobky s víčkem. Jedna hadička se zasune dítěti do nosu a druhou si dospělý vloží do úst. Ústy pak vytváří podtlak potřebný pro odsání hlenů.
Bateriové nosní odsávačky mají vlastní sací systém vytvářející potřebný podtlak pro odsávání. Jsou napájeny pomocí tužkových baterií a zajišťují hygienické odsávání z nosu dítěte. Jejich výhodou je kromě sacího výkonu také velikost. Jsou tedy vhodné i na cesty.
Odsávání za pomoci vysavače je založeno na vytvoření podtlaku vysavačem. Odsávačka má nástavec pro vložení do vysavače, druhý konec se zasune do nosu dítěte.